# 北京市郊铁路通密线
北京市郊铁路通密线，原称北京市郊铁路京承线，又称S6线，是在京承铁路上开行的通勤铁路运输系统。该线路由北京市通州区通州西站始，途经顺义区、在怀柔区怀柔站分流，主线终到密云区密云北站。另有支线通过怀范铁路与京通铁路在雁栖湖站会合，终到怀柔北站并与先期开通的怀密线进行换乘，线路总长约84.2km。
該線路也是目前北京市郊鐵路唯一一條不使用動車組開行的線路（但列车的运行模式事实上属于动力集中式动车组）。

## 历史
2016年8月15日，北京市发布《“十三五”时期重大基础设施发展规划》，其中提到“积极推动利用京承、京通等既有铁路资源开行市郊列车，加强中心城与新城、重点功能区之间的连接”。
2019年7月25日，北京市发改委向市人大常委会第十四次会议做《关于北京市2019年国民经济和社会发展计划上半年执行情况的报告》，也提出了“规划利用既有京承铁路、东北环线等开行市郊铁路”。
2020年6月29日夜，通密线各车次开始在铁路12306系统售票。
2020年6月30日，通密线通州西-怀柔北/密云北段简捷开通，列车乘务由北京客运段国际联运车队担当。
2022年4月20日，通密线客运乘务改由北京北站乘务车队担当。

## 运营

### 票价
通密线主线和支线7座车站于2020年6月30日开通运营，支持市郊铁路一卡通、亿通行APP二维码(需人码合一认证)、中铁银通卡及铁路磁质车票(含电子票)实名制乘车。
| 6 | 顺义 |        |      |        |        |        |
| 7 | 4    | 牛栏山 |      |        |        |        |
| 7 | 6    | 5      | 怀柔 |        |        |        |
| 8 | 7    | 7      | 6    | 密云北 |        |        |
| 8 | 6    | 5      | 4    | -      | 雁栖湖 |        |
| 8 | 7    | 6      | 4    | -      | 3      | 怀柔北 |

### 客流量
2022年，S6通密线年旅客发送量12.6万人次，相比2021年同比增长16.7%。日均旅客发送量0.03万人次。
| 指标         | 2020年 | 2021年 | 2022年 |
| ------------ | ------ | ------ | ------ |
| 年旅客发送量 | 5.4    | 10.8   | 12.6   |
| 日均发送量   | 0.03   | 0.03   | 0.03   |

## 车站
| 北京市郊铁路通密线                                     |          |                  |                 |                                 |                 |                |          |
| 图片                                                   | 站名[1]  | 里程[2] （千米） | 站间距 （千米） | 轨道换乘                        | 行政区 区内里程 | 开通日期       | 站场规模 |
| 正线                                                   |          |                  |                 |                                 |                 |                |          |
|                                                        | 通州西站 | 0                | -               | 京承铁路                        | 北京市通州区    | 2020年 6月30日 | 2台6线   |
|                                                        | 顺义站   | 24               | 24              | 京承铁路 █ 北京地铁15号线石门站 | 北京市顺义区    | 2020年 6月30日 | 2台6线   |
|                                                        | 牛栏山站 | 37               | 13              | 京承铁路                        | 北京市顺义区    | 2020年 6月30日 | 2台7线   |
|                                                        | 怀柔站   | 50               | 13              | 京承铁路                        | 北京市怀柔区    | 2020年 6月30日 | 2台7线   |
|                                                        | 密云北站 | 72               | 22              | 京承铁路                        | 北京市密云区    | 2020年 6月30日 | 1台7线   |
| 怀柔北支线 由怀柔站分出经京承京通联络线 (怀范铁路)开行 |          |                  |                 |                                 |                 |                |          |
|                                                        | 雁栖湖站 | 57               | 7               | 怀范铁路 京通铁路 怀柔—密云线   | 北京市怀柔区    | 2020年 6月30日 | 2台4线   |
|                                                        | 怀柔北站 | 62               | 5               | 怀范铁路 京通铁路 怀柔—密云线   | 北京市怀柔区    | 2020年 6月30日 | 2台9线   |
| 注释                                                   |          |                  |                 |                                 |                 |                |          |
|                                                        |          |                  |                 |                                 |                 |                |          |

## 未来发展
北京地铁平谷线将在管庄站与北京市郊铁路通密线直连直通、跨线运营。